# Markus Jonsson
Per Markus Jonsson (født 9. marts 1981 i Växjö, Sverige) er en svensk tidligere fodboldspiller (højre back). Han spillede fire kampe for Sveriges landshold.
Jonsson startede sin karriere hos Öster i fødebyen Växjö, og skiftede senere til Stockholm-storklubben AIK. Han vandt i 2009 både det svenske mesterskab og pokalturneringen Svenska Cupen med AIK. Senere i karrieren havde han også udlandshophold hos både Panionios i Grækenland og norske Brann.

## Titler
Allsvenskan
- 2009 med AIK

Svenska Cupen
- 2009 med AIK